# Privacy International

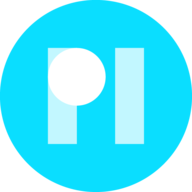
Logotipo de Privacy International(PI)

Privacy International (PI) es una ONG de Reino Unido, formada en 1990, para vigilar las invasiones de la privacidad por parte de gobiernos y corporaciones. PI ha organizado campañas e iniciatives en más de 50 países y opera desde Londres, Reino Unido.

## Formación y trasfondo
Durante 1990, en respuesta a la creciente concienciación sobre la globalización de la vigilancia, más de 100 expertos en privacidad y organizaciones de derechos humanos de 40 países dieron los primeros pasos para crear una organización internacional para la protección de la privacidad.
Los miembros de este nuevo ente, que incluyen profesionales de la computación, académicos, abogados, periodistas, juristas y activistas de los derechos humanos, tenían el interés común de promover la comprensión de la importancia de la privacidad y la protección de datos a nivel internacional Durante todo el año se hicieron reuniones de este grupo, que se llamó Privacy International (PI), en Norteamérica, Europa, Asia y Oceanía, y los miembros acordaron trabajar juntos para establecer nuevas formas de acción internacional por la privacidad. La iniciativa fue financiada por el activista de la privacidad británico Simon Davies (privacy advocate), quien ha sido desde entonces director de la organización.
En aquel momento, la actividad por la privacidad estaba fragmentada y regionalizada, mientras que a nivel de regulación había poca comunicación entre los organismos de privacidad fuera de la EU. La concienciación sobre los problemas de privacidad a nivel internacional estaba siendo generada, principalmente, a través de publicaciones académicas e informes de prensa internacional, pero las campañas a nivel internacionales no habían sido factibles hasta ese momento.

## Objetivos
Los objetivos de Privacy International apenas han cambiado desde su concepción. Los estatutos de la asociación presentan como sus objetivos los siguientes:
1. Concienciar y educar sobre las amenazas a la privacidad individual;
2. Trabajar a nivel nacional e internacional por leyes de privacidad fuertes y efectivas;
3. Monitorizar la naturaliza, efectividad y extensión de las medidas para proteger la privacidad y los datos personales;
4. Llevar a cabo investigaciones de amenazas sobre la privacidad de las personas;
5. Monitorizar en informar sobre las actividades de vigilancia de las fuerzas de seguridad y agencias de inteligencia;
6. Escrutar la naturaleza, extensión e implicaciones de los flujos transfronterizos de información;
7. Participar en actividades de presión a nivel nacional e internacional, como conseguir representación en cuerpos como las Naciones Unidas, el Consejo de Europa, y la OECD;
8. Buscar formas en las que la tecnología de la información puede ser utilizada para la protección de la privacidad.

## Proyectos en América Latina
Privacy International ha financiado proyectos en Colombia, Chile, Brasil y Argentina. En Argentina aportó fondos para la publicación de la Revista Latinoamericana de Protección de Datos Personales.

## Financiación
Privacy International ha sido financiada y apoyada por diversas fundaciones, organizaciones académicas y ONG, incluyendo el Open Society Institute, el Open Society Justice Initiative, el Parlamento Europeo, la Comisión Europea, el Joseph Rowntree Reform Trust, el American Civil Liberties Union, el Electronic Privacy Information Center, el Fund for Constitutional Government, la Stern Foundation, la Privacy Foundation, el German Marshall Fund, y la University of New South Wales. También recibe parte de financiación vía donaciones.

## Actividades claves

### Big Brother Awards
En 1998, Privacy International tomó la decisión de crear unos premios llamados los Big Brother Awards para entregar a los invasores de la privacidad más influyentes y persistentes, así como a personas y organizaciones que han destacado defendiendo la privacidad.
Hasta la actualidad, han tenido lugar más de 75 ceremonias de premios como eventos anuales en 17 países incluyendo Japón, Bulgaria, Ucrania, Australia, Francia, Alemania, Austria, Suiza, Holanda, Nueva Zelanda, Dinamarca, Estados Unidos, España, Finlandia y Reino Unido.